# 凹脉鹅掌柴
凹脉鹅掌柴（学名：Schefflera rhododendrifolia）为五加科南鹅掌柴属的植物。分布在中国大陆的西藏等地，生长于海拔2,000米的地区，多生长于常绿阔叶林中，目前尚未由人工引种栽培。